# Provincia Nimruz
Provincia Nimruz (paștună ولایت نیمروز;persană: نيمروز ولايت‎) este una dintre provinciile Afganistanului. Este localizată în partea sud-vestică, la frontiera cu statele Iran și Pakistan.